# Хантингдон (Тенеси)
Хантингдон (енгл. Huntingdon) град је у америчкој савезној држави Тенеси.

## Демографија
По попису из 2010. године број становника је 3.985, што је 364 (-8,4%) становника мање него 2000. године.
| Група             | 2000.         | 2010.         |
| Белци             | 3.492 (80,3%) | 3.117 (78,2%) |
| Афроамериканци    | 777 (17,9%)   | 699 (17,5%)   |
| Азијати           | 5 (0,1%)      | 9 (0,2%)      |
| Хиспаноамериканци | 27 (0,6%)     | 71 (1,8%)     |
| Укупно            | 4.349         | 3.985         |